# 17597 Стефанцвейг
17597 Стефанцвейг (17597 Stefanzweig) — астероїд головного поясу, відкритий 4 березня 1995 року.
Тіссеранів параметр щодо Юпітера — 3,509.